# Досифей (Стойчев)
Митрополит Доситей (в миру Димитр Стойчев, болг. Димитър Стойчев, 8 січня 1837, Софія — 14 червня 1907, Самоков) — єпископ Болгарської православної церкви, митрополит Самоковський.

## Біографія
Народився 1837 року в Софії зі світським ім'ям Димитр Стойчев. Початкову освіту здобув у Софійській класній школі у видатного педагога Захарія Круші, яку закінчив у 1852 році.
У період 1855-1862 навчався в семінарії на острові Халкі. 27 березня 1863 року в Стамбулі, в храмі святого Георгія, Патріархом Константинопольським Йоакимом II пострижений в чернецтво, на наступний день висвячений на диякона і призначений помічником головного секретаря Константинопольської Патріархії. 30 листопада 1870 Патріархом Константинопольським Григорієм VI висвячений на ієрея, зведений в сан архімандрита і призначений головним секретарем Патріархії.

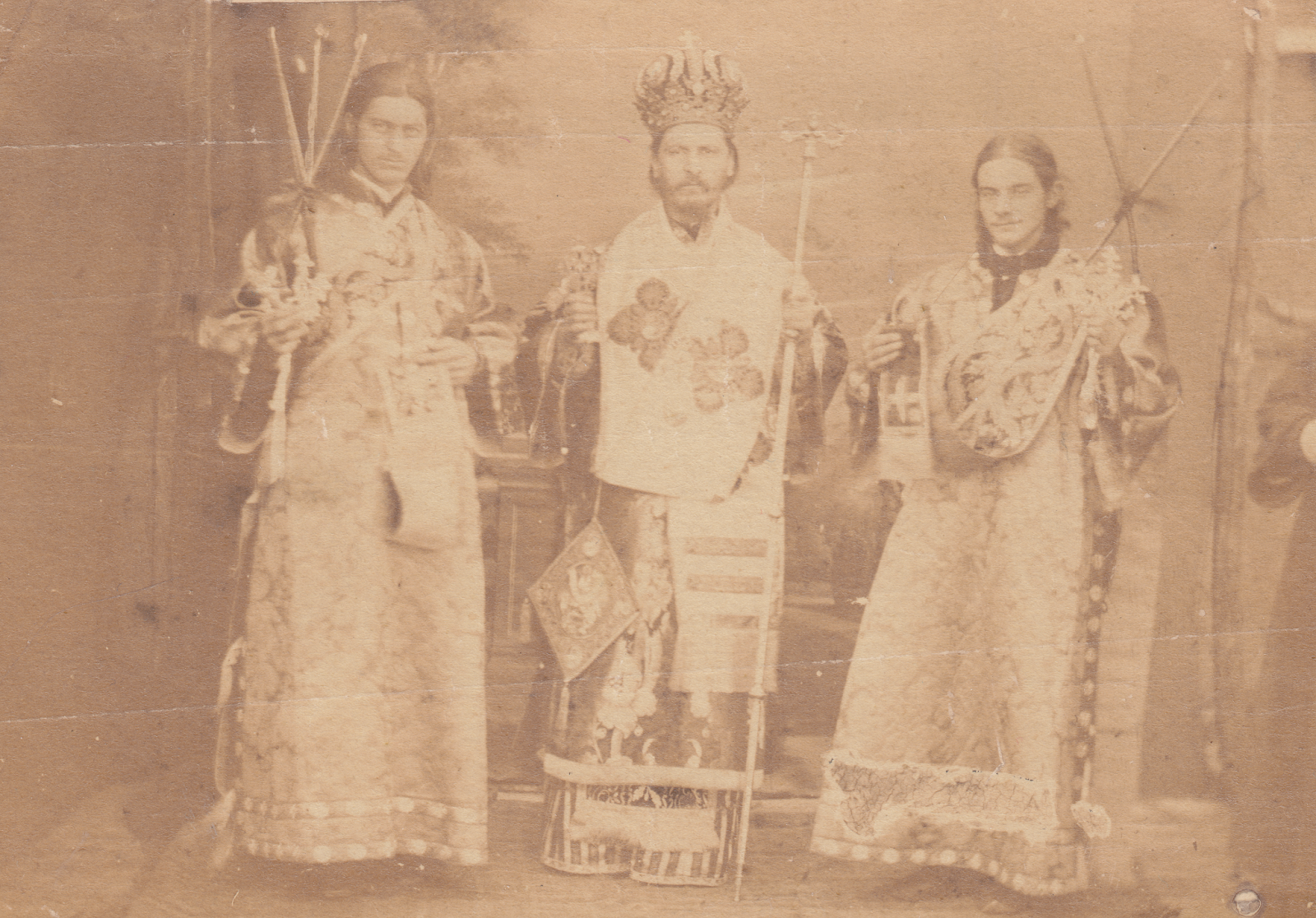
Доситей з двома священиками після обрання його митрополитом

Після створення Болгарського екзархату Доситей відмовився від свого високого становища в патріархаті. Був першим екзархом-єпископом, рукопокладеним 24 травня 1872 року в Болгарській церкві святого Стефана в Константинополі екзархом Антимом I.
Був членом і секретарем Священного Синоду з 1875 по 1878 рік та його головою з 1892 року.
У 1876 Доситей відкрив духовну школу в Самокові збудовану з фонду митрополита Авксентія Велеського. Після розгрому Квітневого повстання він особисто організував акцію з відправлення великої кількості одягу та ковдр до Пазарджика. З 1876 по 1877 рік тимчасово керує Софійською єпархією, поки митрополит Мелетій Софійський був тимчасово відсторонений. Виступав проти протестантської пропаганди американських місіонерів у Самокові.
Помер 14 червня 1907 року в Самокові. Після його смерті Самоковська єпархія була приєднана до Софійської єпархії, згідно із статутом Болгарського екзархату.